# Друга авеню
Друга авеню (англ. Second Avenue, 2st Avenue) — вулиця яка розташована на східній стороні Нью-Йоркського боро Мангеттен, що простягається від Х'юстон-стріт на її південному кінці до Гарлем-Рівер-Драйв на 128-й вулиці на її північному кінці. Вулиця з одностороннім рухом, автомобільний рух на Другій авеню проходить лише в південному напрямку (центр міста), за винятком одноквартального сегмента авеню в Гарлемі. На південь від Х’юстон-стріт проїжджа частина продовжується Крісті-стріт на південь до Канал-стріт.
Велосипедна доріжка проходить у крайньому лівому провулку Другої авеню від 125-ї до Х'юстон-стріт. Ділянка від 55-ї до 34-ї вулиць закриває прогалину в Manhattan Waterfront Greenway.

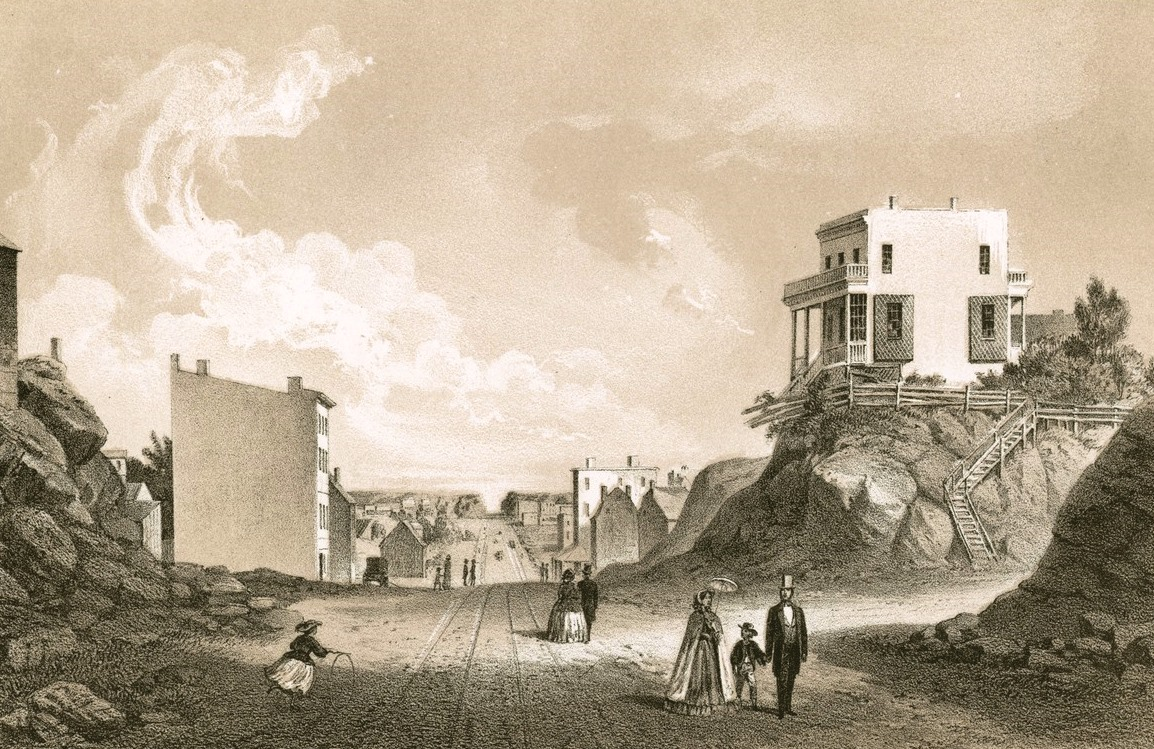
Друга авеню на північ від 42-ї вулиці у 1861 році

Друга авеню проходить через низку районів Манхеттена, включаючи (з півдня на північ) Нижній Іст-Сайд, Іст-Вілледж, Стайвесант-сквер, Кіпс-Бей, Тюдор-Сіті, Тертл-Бей, Мідтаун, Ленокс-Хілл, Йорквілл і Іспанський Гарлем.

## Історія
Центр Другої авеню в Нижньому Іст-Сайді був домом для багатьох театральних постановок на ідиш на початку 20-го століття, і Друга авеню стала відома як «Район театрів на ідиш», «Ідиш-Бродвей» або «Єврейський Ріальто». Незважаючи на те, що театри зникли, багато слідів культури єврейських іммігрантів залишилося, як-от магазини кошерних делікатесів і пекарні, а також знаменитий гастроном на Другій авеню (який закрився в 2006 році, пізніше знову відкрився на Східній 33-й вулиці та Третій авеню).